# Deutsche Sprintmeisterschaften 2014
Die 18. Deutschen Sprintmeisterschaften im Rudern wurden am 11. und 12. Oktober 2014 auf dem Werratalsee in Eschwege ausgetragen, zusammen mit den Deutschen Großbootmeisterschaften.
Wie im Vorjahr wurden in insgesamt elf Bootsklassen Medaillen vergeben, davon sechs bei den Männern, vier bei den Frauen und eine in der Mixed-Klasse. Die Rennen wurden über eine Distanz von 350 Metern ausgetragen.

## Medaillengewinner

### Männer
| Bootsklasse            | Gold | Silber | Bronze |
| ---------------------- | --- | --- | --- |
| Einer                  | Niklas Kell (RC Hamm von 1890) | Moritz Römer (SV Scharnebeck) | Raphael Reiß (RC Möve Großauheim) |
| Doppelzweier           | RV Ems-Jade-Weser Maiko Benedikt Remmers Immo Ihnen | RTHC Bayer Leverkusen Heiner Schwartz Fabian Weiler | Gießener Ruderclub Hassia 1906 Stefan Müller Fabian Kröber |
| Zweier ohne Steuermann | RTHC Bayer Leverkusen Felix Drahotta Toni Seifert | Frankfurter RG Germania Sven Keßler Jonas Kilthau | RV Münster von 1882 Sven Ditzel Felix Brummel |
| Doppelvierer           | RV Rauxel 1922 Nicolai Müller-Roden Michel Palisaar Lukas Denneborg Malte Jakschik                                                                                  | Rüdersdorfer RV Kalkberge Leo Wurster Andy Klimpel Benjamin Kawalle Tim Bartels                                                                            | RC Hamm von 1890 Niklas Letz Jonas Kell Niklas Kell Thilo Bialaschik |
| Vierer mit Steuermann  | RTHC Bayer Leverkusen Felix Krane Stephan Volkert Toni Seifert Felix Drahotta Lilli Rast (Stf.)                                                                     | RC Allemannia von 1866 Hamburg Jan Altrup Marcel Bogumil Jan-Hinrich Krumwiede Florian Reinecke Jannike Domnick (Stf.)                                     | Crefelder RC 1883 Alexander Thierfelder Matthias Simons Moritz te Neues Michael Naß Denise Krins (Stf.)                                                                           |
| Achter                 | Frankfurter RG Germania Paul Dienstbach Jens Raab Maximilian Hinkel Markus Brich Rüdiger Lösel Manuel Beyer Ivan Saric Daniel Ohl de Mello Dominik Thierbach (Stm.) | Crefelder RC 1883 Alexander Thierfelder Larus Melka Moritz te Neues Kristof Wilke Moritz Koch Michael Naß Lars Henning Matthias Simons Denise Krins (Stf.) | ARC zu Münster Jan-Hinrich Krumwiede Fokke Beckmann Sven Raubenheimer Hannes Michaels Alexander Maximilian Möller Marcel Bogumil Lasse Werder Jonas Briese Jannike Domnick (Stf.) |

### Frauen
| Bootsklasse  | Gold | Silber                                                                               | Bronze                                           |
| ------------ | --- | ------------------------------------------------------------------------------------ | ------------------------------------------------ |
| Einer        | Silke Günther (Heidelberger RK 1872) | Susanne Otto (RG Lahnstein 1922)                                                     | Luisa Neerschulte (RV Ems-Jade-Weser)            |
| Doppelzweier | RV Ingelheim 1920 Jessica Beer Stephanie Hang | ETuF Essen Mareike Adams Katja Rügner                                                | Regensburger RV Annkathrin Oksche Tanja Hartmann |
| Doppelvierer | Frankfurter RG Germania Leonie Pless Katrin Thoma Stephanie Primus Clara Bergau                                                                                      | ARC zu Münster Jeanette Rodegro Freya Zündorf Anne-Josefine Viedenz Stephanie Martin | Keine weiteren Boote am Start.                   |
| Achter       | Hanauer RC Hassia Charlotte Meinen Iris Garbade Tina Christmann Stephanie Wagner Claudia Henrich Svenja Schomburg Isabel Taeuber Annika Jacobs Nicola Flender (Stf.) | Keine weiteren Boote am Start.                                                       | Keine weiteren Boote am Start.                   |

### Mixed
| Bootsklasse  | Gold                                                                      | Silber                                                                           | Bronze                                                                             |
| ------------ | ------------------------------------------------------------------------- | -------------------------------------------------------------------------------- | ---------------------------------------------------------------------------------- |
| Doppelvierer | Bremer RV 1882 Christina Mahler Sören Dannhauer Bolko Maass Melanie Baues | Crefelder RC 1883 Marc Benger Jonathan Rommelmann Rebekka Klemp Theresa Lomertin | RV Gelsenkirchen 1920 Linda Battling Frederik Battling Benjamin Mozian Maja Brouka |